# Antonio Ibáñez de Alba
Antonio Ibáñez de Alba (Chiclana de la Frontera, 2 de desembre de 1956) és un enginyer, investigador i científic espanyol.
Autor de més de 200 patents, és conegut sobretot pel seu projecte de Palmeres Artificials a Líbia per a la creació de microclimes en el desert.
En aquest projecte, el govern libi va invertir prop de mil milions de dòlars per a la instal·lació de 50.000 palmeres.
Per aquesta investigació, que figura en els llibres de text, Antonio Ibáñez D'Alba va obtenir el 1990 la Medalla d'Or de l'Organització Mundial de la Propietat Industrial.
Aquestes investigacions apareixen citades en gran nombre de publicacions científiques, així com de mitjans de comunicació.

## Biografia

### Primers anys
Antonio Ibáñez d'Alba va néixer a Chiclana, el 2 de desembre de 1956.
El 1987 va treballar en GUSMER, on es va dedicar a l'estudi de poliuretans.
El 1988 va col·laborar amb RENFE, en projectes de seguretat, sistemes de frenada i prevenció de xocs frontals, passos a nivell, i túnels.

### Premi de l'Organització Mundial de la Propietat Industrial: Palmeres al desert
Entre 1980 i 1990 va desenvolupar el projecte de palmeres artificials a Líbia per a la creació de microclimes en el desert.
Aquesta investigació, que figura en els llibres de text de Tecnologia de l'ESO, va guanyar l'any 1990 el primer premi del Projecte Eureka de la UE.
En1990 va ser condecorat a Ginebra amb la medalla d'or de l'Organització Mundial de la Propietat Intel·lectual.
En aquest projecte el govern libi va invertir milions de dòlars per a la instal·lació de 50.000 palmeres.

### Experiència en la Nasa, estudis oceanogràfics i anys posteriors.
Entre 1990 i 1992 va treballar a la NASA, duent a terme investigacions sobre partícules en confinament.
El 1993 va dur a terme estudis oceanogràfics i projectes d'energies renovables al mar per diferència de pressió, col·laborant amb el Consell Superior de l'Energia i amb General Electric.
Durant aquests anys també va col·laborar sobre temes de medi ambient i desertització amb el govern de l'Aràbia Saudita i altres.
Entre 1995 i 1996 va treballar com a Director de Desenvolupament en Valores Antillanos, de l'expresident de Banesto Mario Conde, realitzant investigacions sobre seguretat, reconeixement d'empremtes digitals, un fax d'alta velocitat, assistents electrònics per decisions arbitrals, sabatilles intel·ligents, pegats d'insulina per diabètics, etc.
El 1999 va dur a terme projectes de dessalinització de l'aigua de mar i desenvolupament de motors elèctrics per automòbils.

### Segle XXI
Durant 2002 va ser director de R + D del Grup Marina d'Or, on va fer estudis hidràulics.
El 2003 va obtenir el Primer Premi Internacional a la sala de la Fira de Barcelona a la Innovació Tecnològica per la seva investigació sobre piscines anti-ofec. Aquest sistema va ser comercialitzat per AstralPool.
Durant els anys 2004-2006 va desenvolupar diversos projectes de flotabilitat en balnearis d'Andorra i Cantabria
El 2006 any va obtenir el Primer Premi de Castella-la Manxa a la Innovació per l'arbre apaga-focs, que es va exposar a la Fira Internacional d'Expo-Ocio 2006 de Madrid.

### Televisió: Generación XXI
El 2006 va formar part del jurat en el programa Generación XXI, presentat per Manuel Campo Vidal.

### Últims anys
El 2010 va presentar el seu projecte de Central Elèctrica basada en Explosius.
El 2013 va ser convidat per la Delegació Russa a l'Estació Espacial Internacional. Aquest mateix any va presentar un Sistema de Transmissió d'Imatge per Ones Cerebrales.
L'any 2016 va presentar un túnel per a la circulació de trens pel desert, com el tren d'alta velocitat Medina-la Meca.
En 2017 el Club Esportiu Guadalajara va anunciar al seu estadi, per a la temporada 2017/2018 la instal·lació de la Lona Tecnològica de Protecció del Césped.

## Principals investigacions
- Begudes autoescalfables
- Palmeres de plàstic en el desert.[27]
- Sistema anti-ofec Happy Bath[28]
- Detecció incendis[29]
- Estudis sobre marees
- Transmissió d'ones cerebrals[30][31]
- Vehicles elèctrics sense bateries
- Seguretat en trens[32]
- Hidro Taco
- Motor fred de combustió externa[33][12]
- Protecció de piratería[34][35]
- Lona tecnològica per a camps esportius[36]
- Túnel per a trens en zones desèrtiques[37][38][39]
- Central elèctrica d'explosius[40][41]
- Aigua flotant sense sal[42]
- Càpsula de detecció del càncer de mama
- Autopistes submarines